# Ohne dich (2018)
Ohne dich ist ein 2018 veröffentlichter, neunminütiger, deutscher Kurzfilm, der von Tante Dora Film des Hauptdarstellers Nikolai Will und Fearling Entertainment des Regisseurs Benjamin Bechtold produziert wurde.

## Handlung
Von der Sehnsucht nach einer Traumfrau angetrieben, ist Don per Anhalter auf einer rastlosen Reise durchs Land unterwegs. Flüchtige Momentaufnahmen, die er hierbei mit anderen Menschen auf seinem Trip teilt, helfen ihm nur kurzzeitig über sein Gefühl der Einsamkeit hinweg. Doch als er die Gelegenheit erhält, zu Lara ins Auto zu steigen, ändert sich alles für ihn.

## Nominierungen und Veröffentlichung
Ohne dich wurde 2019 im Rahmen des bis 2020 ausgetragenen Kurzfilmpreises Shocking Shorts Award als bester Film auf dem Filmfest München nominiert und im gleichen Jahr im Nachtprogramm über den dazugehörigen deutschsprachigen Pay-TV-Sender 13th Street erstausgestrahlt.
Im Juli 2019 veröffentlichte Leonine Ohne dich zusammen mit neun weiteren Kurzfilmen, die beim Shocking Shorts Award nominiert wurden, auf Blu-ray und DVD.
Darüber hinaus wurden Nikolai Will als bester Hauptdarsteller und Produzent sowie Nebendarstellerin Swantje Riechers für die Short Film Awards (The Sofies) in New York nominiert.

## Kritik
Wolfgang Brunner von Film-Besprechungen schrieb, dass es immer wieder toll sei, Nikolai Will dabei zu beobachten, wie er in seinen Rollen aufgehe. Hinzu komme die sehr feinfühlige, fast schon poetische Inszenierung durch Benjamin Bechtold, die dem knapp neunminütigen Genremix aus melancholischem Liebesschmerz und kaltblütigem Thriller wieder einmal eine ganz besondere Note verleihe. Ich hätte den Bildern und dem Agieren von Nikolai Will gut und gerne eineinhalb Stunden zusehen können, so eindringlich sei das Ergebnis wieder geworden. Man wünsche sich unweigerlich ein Langfilmprojekt, wenn man sich „Ohne dich“ ansehe. Gerade die inszenatorische Handschrift von Benjamin Bechtold in Verbindung mit der natürlichen Rollenbewältigung und -darstellung von Nikolai Will würde Großes versprechen. In seinem Fazit resümiert Brunner, dass Ohne dich ein wunderbar gespielter und fantastisch inszenierter Poesie-Thriller sei, der den Zuschauer auch nach Sichtung noch beschäftige.